# Гіяс ад-дін Багадур-шах I
Гіяс ад-дін Багадур-шах I (перс. غیاث الدین بهادر شاه; д/н—1328) — султан Бенгалії у 1322—1324 і 1328 роках.

## Життєпис
Син султана Фіруз-шаха. За життя батька діяв на північному заході держави у статусі віцесултана з правом карбування власної монети. 1322 року за невідомих обставин помирає Фіруз-шах та його офіційний спадкоємець Наср ад-Дін Ібрагім. Трон переходить до Багадур-шаха. Його відносини з іншими братами також достеменно невідомі. Припускають, що саме він влаштував заколот, поваливши батька і брата, а потім знищивши інших братів.
Вже 1324 року стикнувся з вторгненням військ делійського султана Ґіятх ал-Дін Туґлака, якому через брак підтримки серед емірів програв битву й потрапив у полон. Проте вже 1325 року звільнений новим султаном Мухаммадом бін Туґлаком й призначений маліком (намісником) Бенгалії. Заснував нову столицю Гіяспур.
1328 року скористався заворушеннями серед знаті, викликаними спробою делійського султана перенести столицю з Делі до Девагірі, Багадур-шах повстав й оголосив про незалежність, але зазнав поразки від військ на чолі із Бахрам-ханом, загинувши у битві. Бенгалію знову було приєднано до Делійського султанату. При цьому її територію було поділено на 3 провінції: Лахнауті (Північна бенгалія) на чолі із маліком (намісником) Кадар-ханом, Сонаргаон (Східна Бенгалія) на чолі із маліком Бахрам-ханом, Сатгаон (Південнозахідна Бенгалія) на чолі із маліком Азам-ханом.